# Susak (Mali Lošinj)
Susak je mjesto u Primorsko-goranskoj županiji, na otoku Susku. 

## Povijest
Na otok prvi dolaze Iliri, koji su na Veloj Straži, najvišoj točki otoka (98 m), sagradili obrambenu i dojavnu građevinu. Nakon Ilira dolaze Rimljani. Rimski pisac Plinije spominje Susak kao pjeskovit otok nedaleko od današnje Pule.
Nakon pada Zapadnog Rimskog Carstva (476., otok dolazi pod vlast Ostrogota, a od 6. do 10. stoljeća je pod vlašću Bizanta.
Hrvati otok naseljavaju u 8. stoljeću, a otok u 10. stoljeću postaje dio kraljevine Hrvatske. Na otok dolaze benediktinci, kojima hrvatski kralj Krešimir gradi samostan. Prvi redovnici dolaze iz Osora, a poglavar dolazi iz Monte Cassina u Italiji. Samostan ubrzo prerasta u opatiju.
Prvi pisani dokument spominje otok je Mletačka kronika Ivana Đakonina iz 884. godine, u kojem se Susak naziva "Sansagus"'u kojem je zapisan pod imenom. 
Otok često napadaju gusari i uskoci, pa se u 12 st. gradi utvrda, čije je ruševne temelje utvrde i danas moguće vidjeti u blizini crkve.
Susak je u srednjem vijeku doživio jedan demografski doseljenički val stanovnika iz Sinjske krajine, pa su tako nastali štokavsko-čakavski govori.
U 14. stoljeću opatija se ukida, ali nastavlja djelovati kao samostan sve do 1770. Po ukidanju opatije, otok i imovina pripada osorskom biskupu, koji na otoku osniva župu i na ostacima benediktinske opatije gradi župnu crkvu sv. Nikole. Današnji oltar Gospe Karmelske je izgrađen na svetištu opatije.
Po odlasku benediktinaca otok je imao oko 300 stanovnika.
U 18. stoljeću otok dolazi pod upravu Habsburške Monarhije odnosno Austro-Ugarske, koje gradi odmaralište, lječilište, šetnicu koja spaja dvije najveće pješčane uvale, svjetionik (1885.), te uvodi uredno vođenje zemljišnih knjiga (katastar).
Nakon Austro-Ugarske, otok potpada pod Italiju, koja provodi radikalnu talijanizaciju: talijanski postaje službenim jezikom, a sva se imena i prezimena prevode na njihovu talijansku verziju.
Susak je na vrhuncu svog razvoja 1936. gradi vinariju, a 1940. i tvornicu za preradu ribe. Krajem drugog svjetskog rata, otok dosiže svoj demografski maksimum - 1876 stanovnika.
Završetkom Drugog svjetskog rata Susak postaje dio Hrvatske, tj. Jugoslavije. Komunistički režim provodi nacionalizaciju i agrarnu reformu, što je imalo jako loše posljedice po otok. Tvornica za preradu riba se zatvara, a 1960-ih godina počinje masovno iseljavanje. Čak 1395 suščana napušta otok zbog političkih i ekonomskih razloga. Svatko tko je mogao čamcima na vesla bježi u Italiju, a odatle za Sjedinjene države, Hoboken, New Jersey.

## Stanovništvo
Jedino autohtono i apsolutno većinsko stanovništvo su Hrvati (Sansegoti).
Svojevremeno je otok bio najgušće naseljeni prostor u bivšoj SFRJ. Masovno iseljavanje je počelo 1964. godine, uvođenjem poreza na vino, inače glavnog susačkog proizvoda.
Velik broj sušćanskih iseljenika živi u Sjedinjenim Američkim Državama, najviše u Hobokenu i New Jersey.

### Kretanje broja stanovnika za naselje Susak
| broj stanovnika | 1089  | 1095  | 1111  | 1333  | 1335  | 1412  | 1564  | 1541  | 1629  | 1434  | 1199  | 323   | 247   | 188   | 188   | 151   | 139   |
|                 | 1857. | 1869. | 1880. | 1890. | 1900. | 1910. | 1921. | 1931. | 1948. | 1953. | 1961. | 1971. | 1981. | 1991. | 2001. | 2011. | 2021. |

## Promet
Brodskom linijom je povezan s Malim Lošinjem i Rijekom.

## Gospodarstvo
Svojevremeno su 97% Suska činili vinogradi. 
Otok je imao i svoju autohtonu vinsku sortu, trojišćinu.
Kao druga važna djelatnost na otoku je bilo pomorstvo; Suicani su bili poznati i kao vrsni mornari.